# Citroentangare
De citroentangare (Chrysothlypis chrysomelas) is een zangvogel uit de familie Thraupidae (tangaren).

## Verspreiding en leefgebied
Deze soort telt 3 ondersoorten:
- C. c. titanota: Costa Rica en uiterst westelijk Panama.
- C. c. chrysomelas: het westelijke deel van Centraal-Panama.
- C. c. ocularis: oostelijk Panama en uiterst noordwestelijk Colombia.